# アルカメネス
アルカメネス（古希: Ἀλκαμένης、英: Alcamenes、在位：紀元前740年 - 紀元前700年）は、アギス朝のスパルタ王である。
アルカメネスは先王テレクロスの子であり、次代の王ポリュドロスの父である。
アルカメネスはアルカディア人が住んでいたエウロタス川の河口の都市ヘロスを破壊し、この市を援助していたアルゴスとも戦って勝利したほか、彼の治世時にスパルタはカルミダスをクレタまで派遣し、同地の内乱を終息させた。
第一次メッセニア戦争の緒戦の紀元前743年、アルカメネスは宣戦も国交断絶の知らせもなしにメッセニアに攻め込み、要地と目され、その時は完全に無防備だったアンフェイアを夜襲し、占領した。しかし、アルカメネスは戦争の終結を見ることなく死んだ。